# Walliswil bei Wangen
Walliswil bei Wangen is een gemeente en plaats in het Zwitserse kanton Bern, en maakt deel uit van het district Oberaargau.
Walliswil bei Wangen telt 580 inwoners.